# Prairie du Chien
Prairie du Chien es una ciudad del estado de Wisconsin (EE. UU.), sede del condado de Crawford. Se encuentra cerca de la desembocadura del río Wisconsin en el Misisipí. Este último río la separa de Iowa. Toma su nombre del de un jefe nativo llamado Alim en su lengua, Chien  en francés, en ambos casos con el significado de perro.  En el Censo de 2010 tenía una población de 5.911 habitantes y una densidad poblacional de 358,96 personas por km².

## Historia
Franceses y británicos intentaron controlar el territorio, y así ambos establecieron puestos comerciales (en 1673) y fuertes (en 1685) en el lugar, siendo el segundo asentamiento blanco más antiguo de Wisconsin tras Green Bay. El interés estratégico de la zona derivaba de ser parte de la ruta que enlazaba el valle del Misisipí con el del San Lorenzo, permitiendo por un lado la conexión de todos los territorios de la Norteámerica francesa, desde Quebec a Nueva Orleans, y por otro rodeando totalmente a las colonias inglesas de la costa atlántica.
Como punto donde la ruta de los ríos Fox y Wisconsin alcanza el Misisipí, fue un lugar de encuentro de exploradores, misioneros y comerciantes. En 1783 el territorio pasó a manos de los Estados Unidos. Durante la guerra contra los británicos de 1812 los americanos levantaron Fort Shelby, y en 1816 erigieron Fort Crawford. En 1820 se estableció un depósito de la American Fur Company. De la época del comercio de pieles data Villa Louis, construida por el comerciante Hercules Dousman en los años 1840 y actualmente monumento histórico.

## Geografía
Prairie du Chien se encuentra ubicada en las coordenadas 43°2′37″N 91°8′20″O / 43.04361, -91.13889. Según la Oficina del Censo de los Estados Unidos, Prairie du Chien tiene una superficie total de 16.47 km², de la cual 14.57 km² corresponden a tierra firme y (11.5%) 1.89 km² es agua.

## Demografía
Según el censo de 2010, había 5.911 personas residiendo en Prairie du Chien. La densidad de población era de 358,96 hab./km². De los 5.911 habitantes, Prairie du Chien estaba compuesto por el 93.55% blancos, el 4.53% eran afroamericanos, el 0.42% eran amerindios, el 0.34% eran asiáticos, el 0% eran isleños del Pacífico, el 0.27% eran de otras razas y el 0.88% pertenecían a dos o más razas. Del total de la población el 1.23% eran hispanos o latinos de cualquier raza.

## Administración
La Ciudad of Prairie du Chien (que es una entidad distinta al Pueblo de Prairie du Chien) se gobierna mediante un alcalde (mayor), doce concejales (alderman o alderwoman) y un administrador (city administrator).  Los concejales se eligen en seis distritos, cada uno de los cuales tiene dos representantes.
La ciudad se hace cargo del suministro de agua, alcantarillado y servicio de reciclaje. El departamento de policía está formado (septiembre de 2006) por 14 personas, seis de ellas a tiempo parcial. El departamento de bomberos  se comparte con Bridgeport y Town of Prairie du Chien, y lo forman (septiembre de 2006) un jefe de bomberos y 32 voluntarios.

## Economía
La población activa se distribuye principalmente entre sanidad y servicios sociales (23,6%), industrias manufactureras (22,9%) y comercio minorista (14,7%).
El 82,6% de los trabajadores que viven en la ciudad también trabajan en ella. Además unas 2500 personas acuden diariamente a trabajar en Prairie du Chien desde otros lugares.
El aeropuerto de línea regular más cercano está a 86 km en Dubuque (Iowa). Existe un aeropuerto municipal en Pairie du Chien, abierto al uso público pero no certificado para aerolíneas.